# Politikadet
En politikadet har gennemført politiets kadetuddannelse, der varer 6 måneder på Politiskolen, og har politimyndighed. 
Politikadetterne er eksperter inden for indrejsekontrol ved de danske grænser. Deres opgaver inkluderer ikke kun at sikre overholdelse af indrejsebestemmelser, men også at bevogte og beskytte en række nøglepersoner, samfundsstrukturer og institutioner. De fungerer som ledsagere for arrestanter under transport og står vagt under retsmøder.
I tæt samarbejde med borgerne udgør politikadetterne en vigtig forbindelse mellem samfundet og retshåndhævelsen. Deres koordinering med andre myndigheder og politikolleger styrker effektiviteten i opgaveløsningen og sikrer en helhedsorienteret tilgang til sikkerhed og kontrol inden for deres felt.
Arbejdet kan være en forberedelse til basisuddannelsen til politibetjent.